# The Voice of the Violin

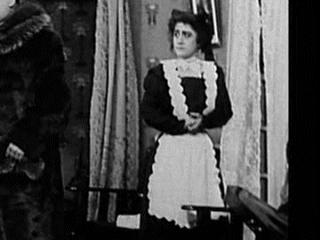
Anita Hendrie em The Voice of the Violin (1909)

The Voice of the Violin é um filme mudo norte-americano de 1909 em curta-metragem, do gênero drama, dirigido por D. W. Griffith.
Cópias do filme encontram-se conservadas na George Eastman House e na Biblioteca do Congresso dos Estados Unidos.

## Elenco
- Arthur V. Johnson ... Herr von Schmidt
- Marion Leonard ... Helen Walker
- Frank Powell ... Mr. Walker
- David Miles
- Anita Hendrie como camareira